# کانان (ویرجینیای غربی)
کانان (به انگلیسی: Canaan) یک منطقهٔ مسکونی در ایالات متحده آمریکا است که در شهرستان آپشور، ویرجینیای غربی واقع شده‌است. کانان ۷۰۱٫۹۶ متر بالاتر از سطح دریا واقع شده‌است.